# ورزشکاه آمبرگریس
ورزشکاه آمبرگریس (به لاتین: Ambergris Stadium) یک ورزشگاه در بلیز است که در San Pedro Town واقع شده‌است.